# Sheridan County, Montana
Sheridan County är ett administrativt område i delstaten Montana, USA, med 3 384 invånare. Den administrativa huvudorten (county seat) är Plentywood.

## Geografi
Enligt United States Census Bureau så har countyt en total area på 4 419 km². 4 341 km² av den arean är land och 78 km² är vatten. 

### Angränsande countyn
- Daniels County, Montana - väst
- Roosevelt County, Montana - syd
- Williams County, North Dakota - öst
- Divide County, North Dakota - öst
- gränsar mot Kanada i nord